# Sterphus shannoni
Sterphus shannoni är en tvåvingeart som beskrevs av Thompson 1973. Sterphus shannoni ingår i släktet Sterphus och familjen blomflugor. Inga underarter finns listade i Catalogue of Life.